# Wikstroemia angustifolia
Wikstroemia angustifolia är en tibastväxtart som beskrevs av William Botting Hemsley. Wikstroemia angustifolia ingår i släktet Wikstroemia och familjen tibastväxter. Inga underarter finns listade i Catalogue of Life.